# サイケデリックパープル
サイケデリックパープル（Psychedelic purple）とは、エレクトリックパープルやマゼンタに近い色で純色の一種。

## 近似色
- エレクトリックパープル
- マゼンタ